# Nohèdes
Nohèdes [nɔɛd] , Noedes en catalan, est une commune française située dans le centre du département des Pyrénées-Orientales en région Occitanie. Sur le plan historique et culturel, la commune est dans le pays de Conflent, correspondant à l'ensemble des vallées pyrénéennes qui « confluent » avec le lit creusé par la Têt entre Mont-Louis et Rodès.
Exposée à un climat océanique altéré, elle est drainée par le Caillan et par divers autres petits cours d'eau. Incluse dans le parc naturel régional des Pyrénées catalanes, la commune possède un patrimoine naturel remarquable : deux sites Natura 2000 (le « massif du Madres-Coronat » et le « massif de Madres-Coronat »), un espace protégé (la réserve naturelle nationale de Nohèdes) et six zones naturelles d'intérêt écologique, faunistique et floristique.
Nohèdes est une commune rurale qui compte 60 habitants en 2022, après avoir connu un pic de population de 414 habitants en 1821. Elle fait partie de l'aire d'attraction de Prades. Ses habitants sont appelés les Nohèdois ou  Nohèdoises.

## Géographie

### Localisation
La commune de Nohèdes se trouve dans le département des Pyrénées-Orientales, en région Occitanie.
Elle se situe à 50 km à vol d'oiseau de Perpignan, préfecture du département, et à 11 km de Prades, sous-préfecture.
Les communes les plus proches sont : 
Urbanya (2,2 km), Conat (5,7 km), Jujols (5,9 km), Serdinya (6,7 km), Mosset (7,0 km), Villefranche-de-Conflent (7,6 km), Oreilla (7,7 km), Olette (7,7 km).
Sur le plan historique et culturel, Nohèdes fait partie de la région de Conflent, héritière de l'ancien comté de Conflent et de la viguerie de Conflent. Ce pays correspond à l'ensemble des vallées pyrénéennes qui « confluent » avec le lit creusé par la Têt entre Mont-Louis, porte de la Cerdagne, et Rodès, aux abords de la plaine du Roussillon.

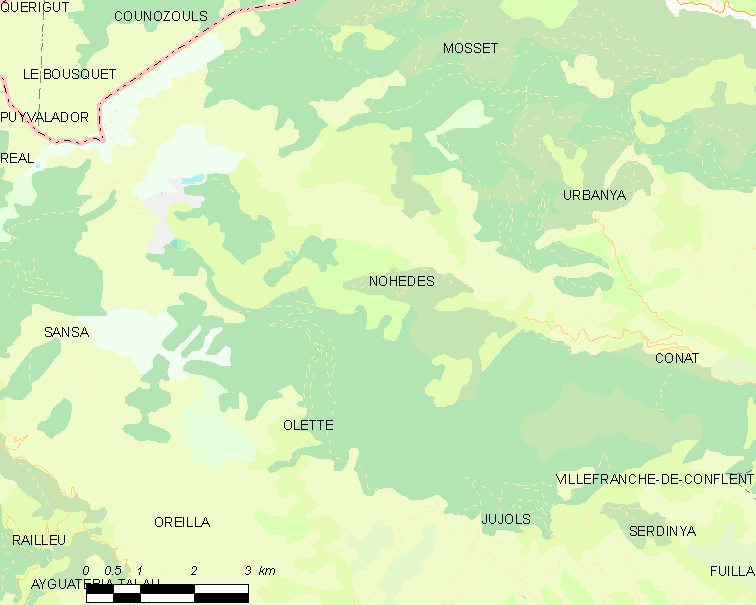
Situation de Nohèdes.

| Sansa  | Mosset   |         |
| Olette | Nohèdes  | Urbanya |
| Jujols | Serdinya | Conat   |

### Géologie et relief
La commune est classée en zone de sismicité 4, correspondant à une sismicité moyenne.

### Climat
Pour des articles plus généraux, voir Climat de l'Occitanie et Climat des Pyrénées-Orientales.
En 2010, le climat de la commune est de type climat méditerranéen altéré, selon une étude du CNRS s'appuyant sur une série de données couvrant la période 1971-2000. En 2020, Météo-France publie une typologie des climats de la France métropolitaine dans laquelle la commune est exposée à un climat de montagne ou de marges de montagne et est dans la région climatique Pyrénées orientales, caractérisée par une faible pluviométrie, un très bon ensoleillement (2 600 h/an), un air sec, particulièrement en hiver et peu de brouillards.
Pour la période 1971-2000, la température annuelle moyenne est de 10,5 °C, avec une amplitude thermique annuelle de 14,1 °C. Le cumul annuel moyen de précipitations est de 864 mm, avec 7,7 jours de précipitations en janvier et 6 jours en juillet. Pour la période 1991-2020, la température moyenne annuelle observée sur la station météorologique la plus proche, située sur la commune d'Eus à 14 km à vol d'oiseau, est de 13,6 °C et le cumul annuel moyen de précipitations est de 539,8 mm,. Pour l'avenir, les paramètres climatiques de la commune estimés pour 2050 selon différents scénarios d’émission de gaz à effet de serre sont consultables sur un site dédié publié par Météo-France en novembre 2022.

### Milieux naturels et biodiversité

#### Espaces protégés
La protection réglementaire est le mode d’intervention le plus fort pour préserver des espaces naturels remarquables et leur biodiversité associée,.
Deux espaces protégés sont présents sur la commune : 
- le parc naturel régional des Pyrénées catalanes, créé en 2004 et d'une superficie de 139 062 ha, qui s'étend sur 66 communes du département. Ce territoire s'étage des fonds maraîchers et fruitiers des vallées de basse altitude aux plus hauts sommets des Pyrénées-Orientales en passant par les grands massifs de garrigue et de forêt méditerranéenne[15],[16] ;
- la réserve naturelle nationale de Nohèdes, classée en 1986 et d'une superficie de 1 979 ha, s’étend sur 10 km de long, entre  760 m et  2 459 m d’altitude. Les milieux naturels sont contrastés et diversifiés[17],[18]. La commune, dans la réserve, héberge les seules populations de l'espèce Hormathophylla pyrenaica, une plante à fleurs qui ne vit que sur les flancs nord du mont Coronat.

#### Réseau Natura 2000

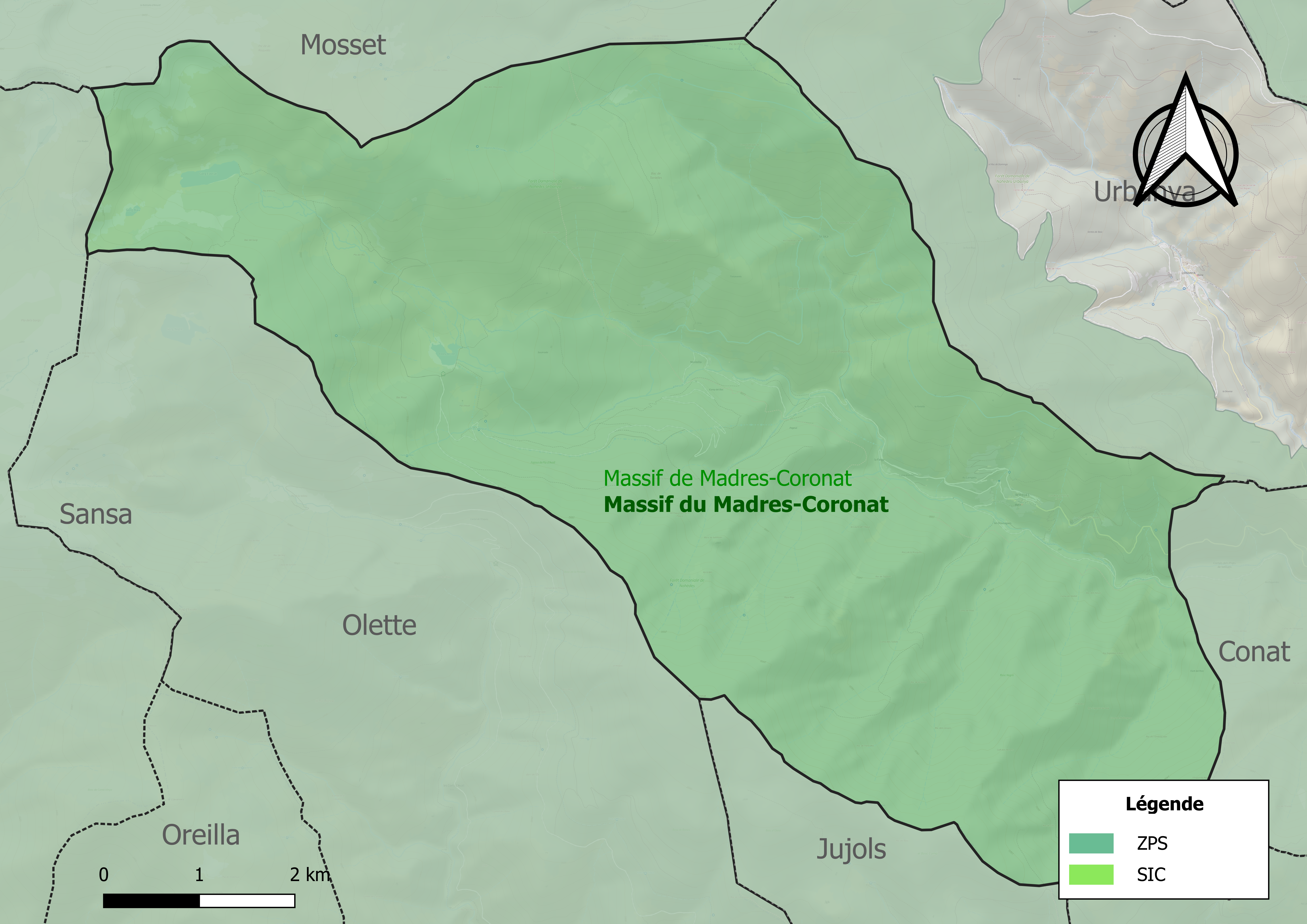
Site Natura 2000 sur le territoire communal.

Le réseau Natura 2000 est un réseau écologique européen de sites naturels d'intérêt écologique élaboré à partir des directives habitats et oiseaux, constitué de zones spéciales de conservation (ZSC) et de zones de protection spéciale (ZPS).
Un site Natura 2000 a été défini sur la commune au titre de la directive habitats.
- le « massif de Madres-Coronat », d'une superficie de 21 363 ha, offre une multitude de faciès de végétation avec aussi bien des garrigues supra-méditerranéennes, des pinèdes à Pin sylvestre ou à Pin à crochet, que des hêtraies pures ou des hêtraies-sapinières, des landes à Genêt purgatif ou à Rhododendron, ou encore des pelouses alpines[21] et  au titre de la directive oiseaux[20]
- le « massif du Madres-Coronat », d'une superficie de 21 396 ha, présente un fort intérêt écologique pour 17 espèces inscrites à l'annexe I de la directive oiseaux, dont le Gypaète barbu[22].

#### Zones naturelles d'intérêt écologique, faunistique et floristique
L’inventaire des zones naturelles d'intérêt écologique, faunistique et floristique (ZNIEFF) a pour objectif de réaliser une couverture des zones les plus intéressantes sur le plan écologique, essentiellement dans la perspective d’améliorer la connaissance du patrimoine naturel national et de fournir aux différents décideurs un outil d’aide à la prise en compte de l’environnement dans l’aménagement du territoire.
Quatre ZNIEFF de type 1 sont recensées sur la commune :
- les « Gorg Nègre » (568 ha), couvrant 2 communes du département[24] ;
- la « Haute vallée de Nohèdes » (2 916 ha), couvrant 4 communes du département[25] ;
- le « pic et bois de la Rouquette » (501 ha), couvrant 2 communes du département[26] ;
- les « Pla des gourgs et Clos Rodon » (215 ha), couvrant 4 communes du département[27] ;

et deux ZNIEFF de type 2, : 
- le « massif du Madres » (8 031 ha), couvrant 10 communes dont quatre dans l'Aude et six dans les Pyrénées-Orientales[28] ;
- le « versant sud du massif du Madres » (27 267 ha), couvrant 27 communes du département[29].

Carte des ZNIEFF de type 1 et 2 à Nohèdes.
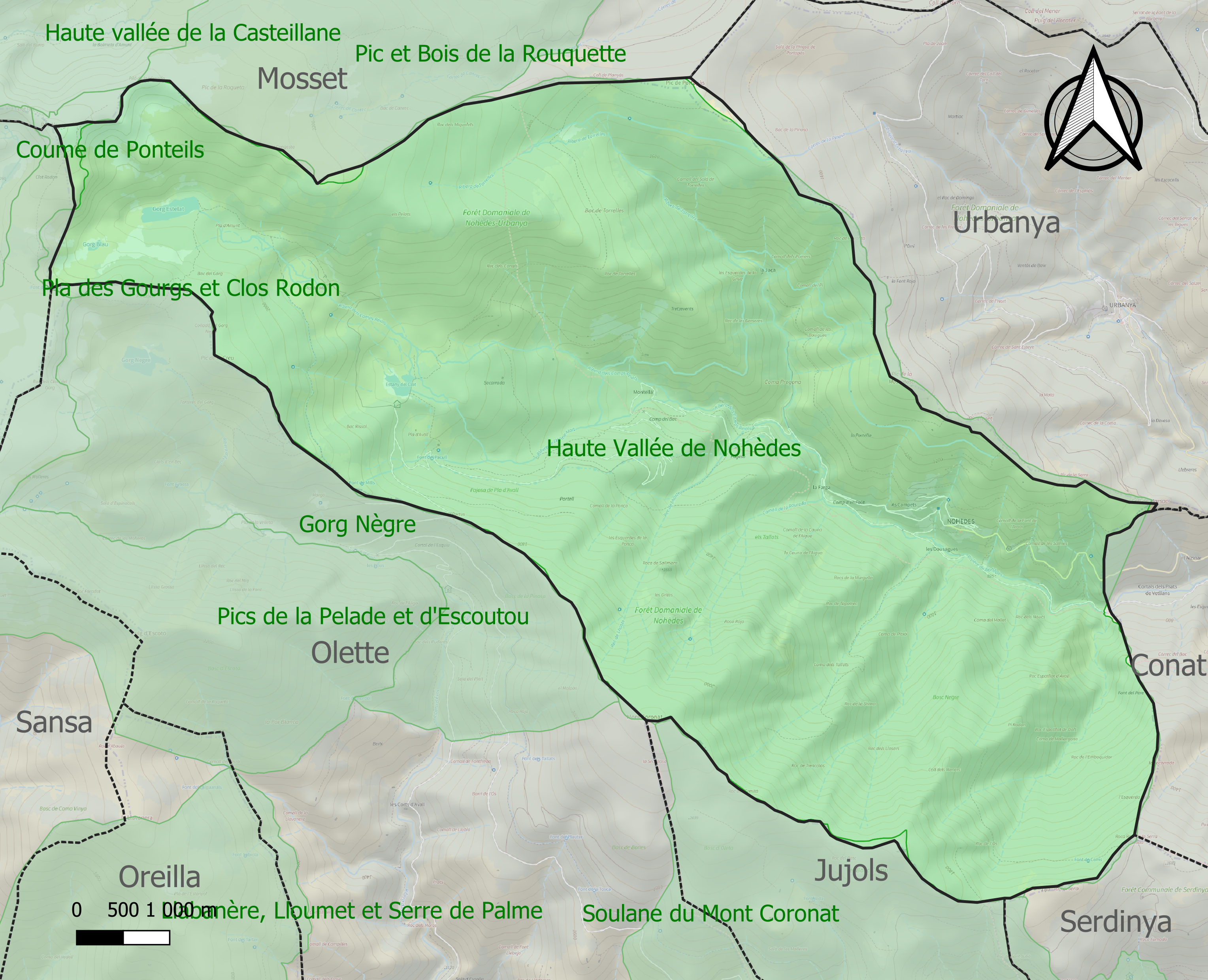
Carte des ZNIEFF de type 1 sur la commune.
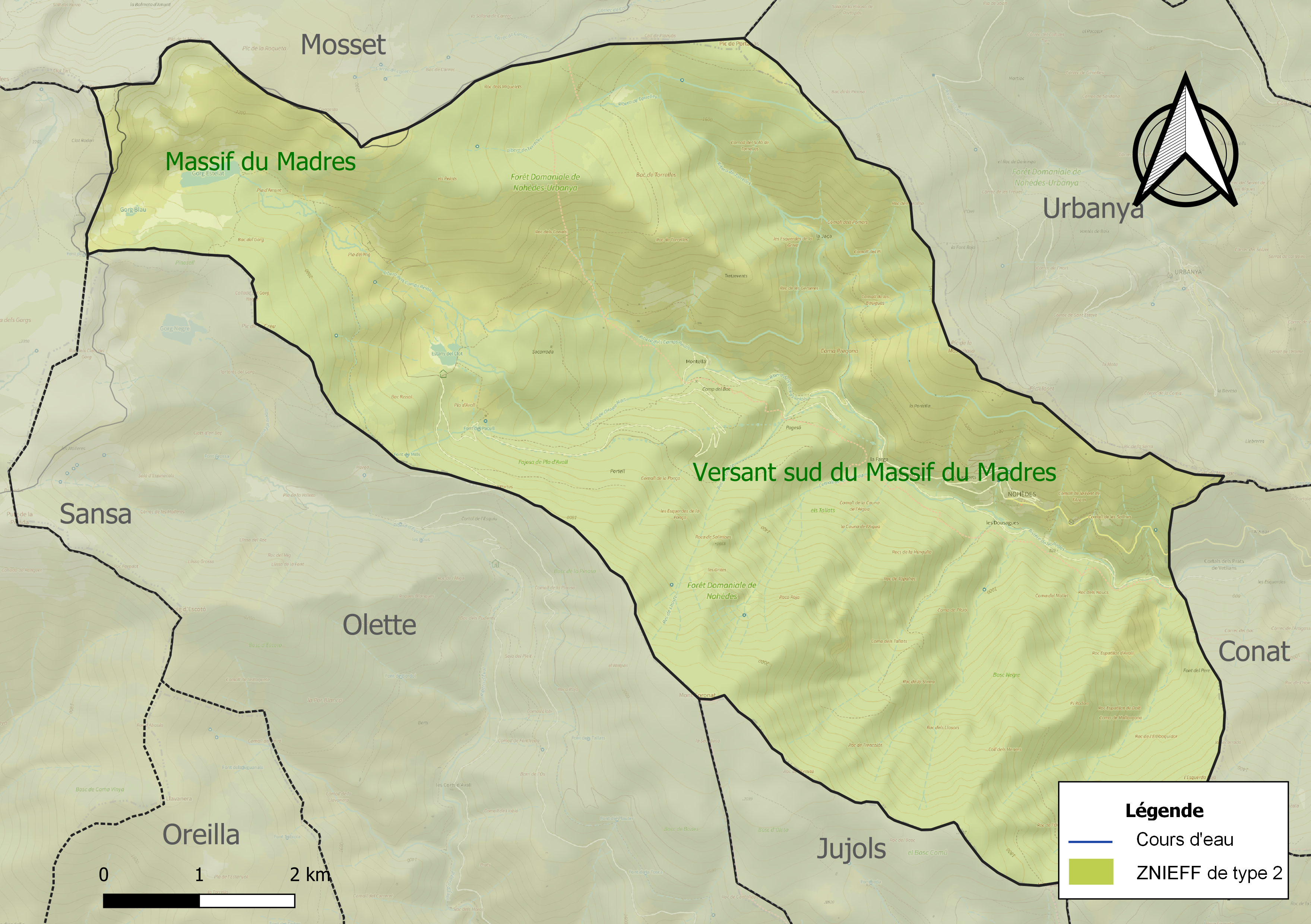
Carte des ZNIEFF de type 2 sur la commune.

## Urbanisme

### Typologie
Au 1er janvier 2024, Nohèdes est catégorisée commune rurale à habitat dispersé, selon la nouvelle grille communale de densité à sept niveaux définie par l'Insee en 2022.
Elle est située hors unité urbaine. Par ailleurs la commune fait partie de l'aire d'attraction de Prades, dont elle est une commune de la couronne,. Cette aire, qui regroupe 26 communes, est catégorisée dans les aires de moins de 50 000 habitants,.

### Occupation des sols
L'occupation des sols de la commune, telle qu'elle ressort de la base de données européenne d’occupation biophysique des sols Corine Land Cover (CLC), est marquée par l'importance des forêts et milieux semi-naturels (100 % en 2018), une proportion identique à celle de 1990 (100 %). La répartition détaillée en 2018 est la suivante : 
forêts (53,8 %), milieux à végétation arbustive et/ou herbacée (40,8 %), espaces ouverts, sans ou avec peu de végétation (5,4 %). L'évolution de l’occupation des sols de la commune et de ses infrastructures peut être observée sur les différentes représentations cartographiques du territoire : la carte de Cassini (XVIIIe siècle), la carte d'état-major (1820-1866) et les cartes ou photos aériennes de l'IGN pour la période actuelle (1950 à aujourd'hui).

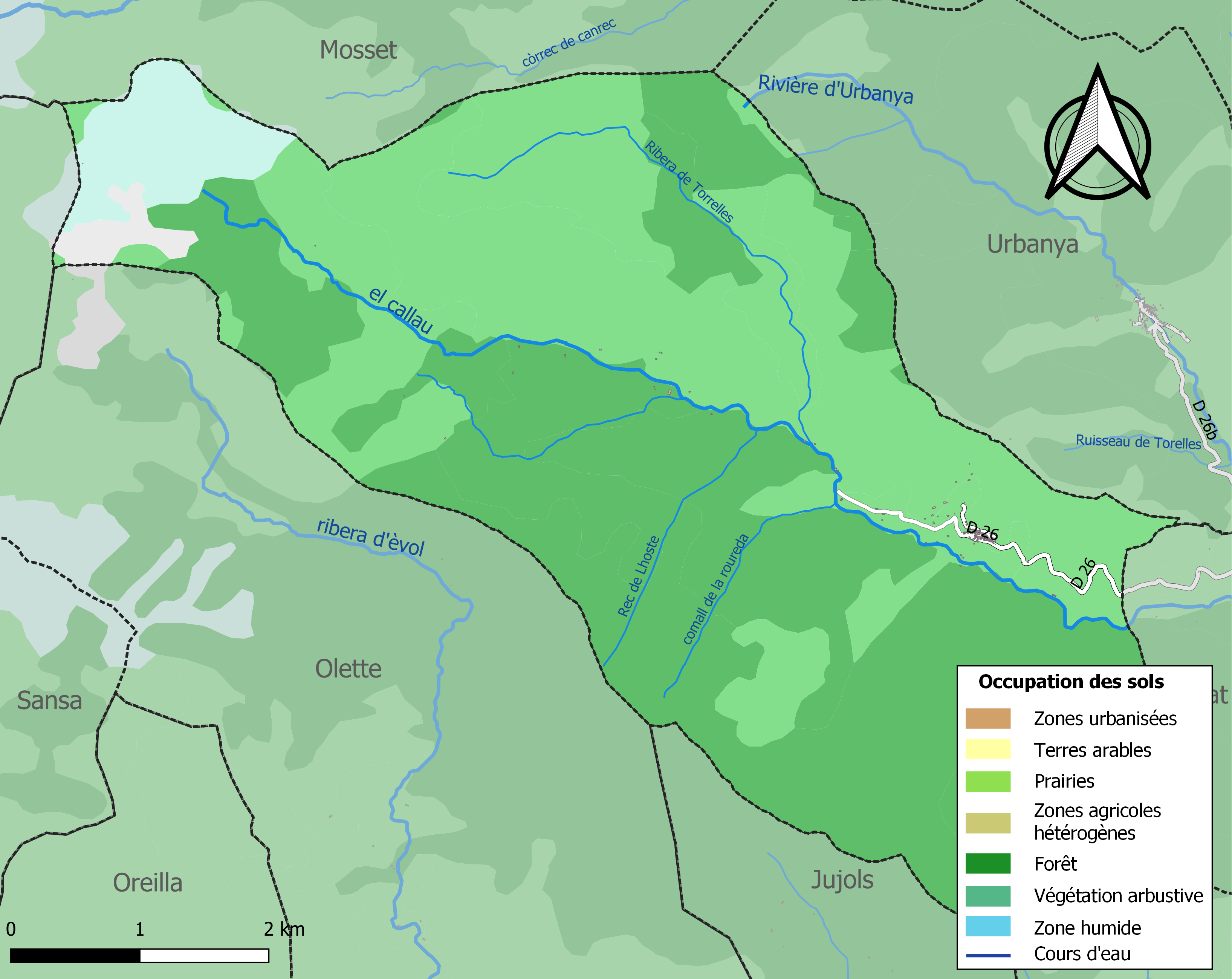
Carte des infrastructures et de l'occupation des sols de la commune en 2018 (CLC).

### Risques majeurs
Le territoire de la commune de Nohèdes est vulnérable à différents aléas naturels : inondations, climatiques (grand froid ou canicule), feux de forêts, mouvements de terrains, avalanche  et séisme (sismicité moyenne). Il est également exposé à un risque particulier, le risque radon,.

#### Risques naturels
Certaines parties du territoire communal sont susceptibles d’être affectées par le risque d’inondation par crue torrentielle de cours d'eau du bassin de la Têt.
Les mouvements de terrains susceptibles de se produire sur la commune sont soit des mouvements liés au retrait-gonflement des argiles, soit des glissements de terrains, soit des chutes de blocs, soit des effondrements liés à des cavités souterraines. Une cartographie nationale de l'aléa retrait-gonflement des argiles permet de connaître les sols argileux ou marneux susceptibles vis-à-vis de ce phénomène. L'inventaire national des cavités souterraines permet par ailleurs de localiser celles situées sur la commune.

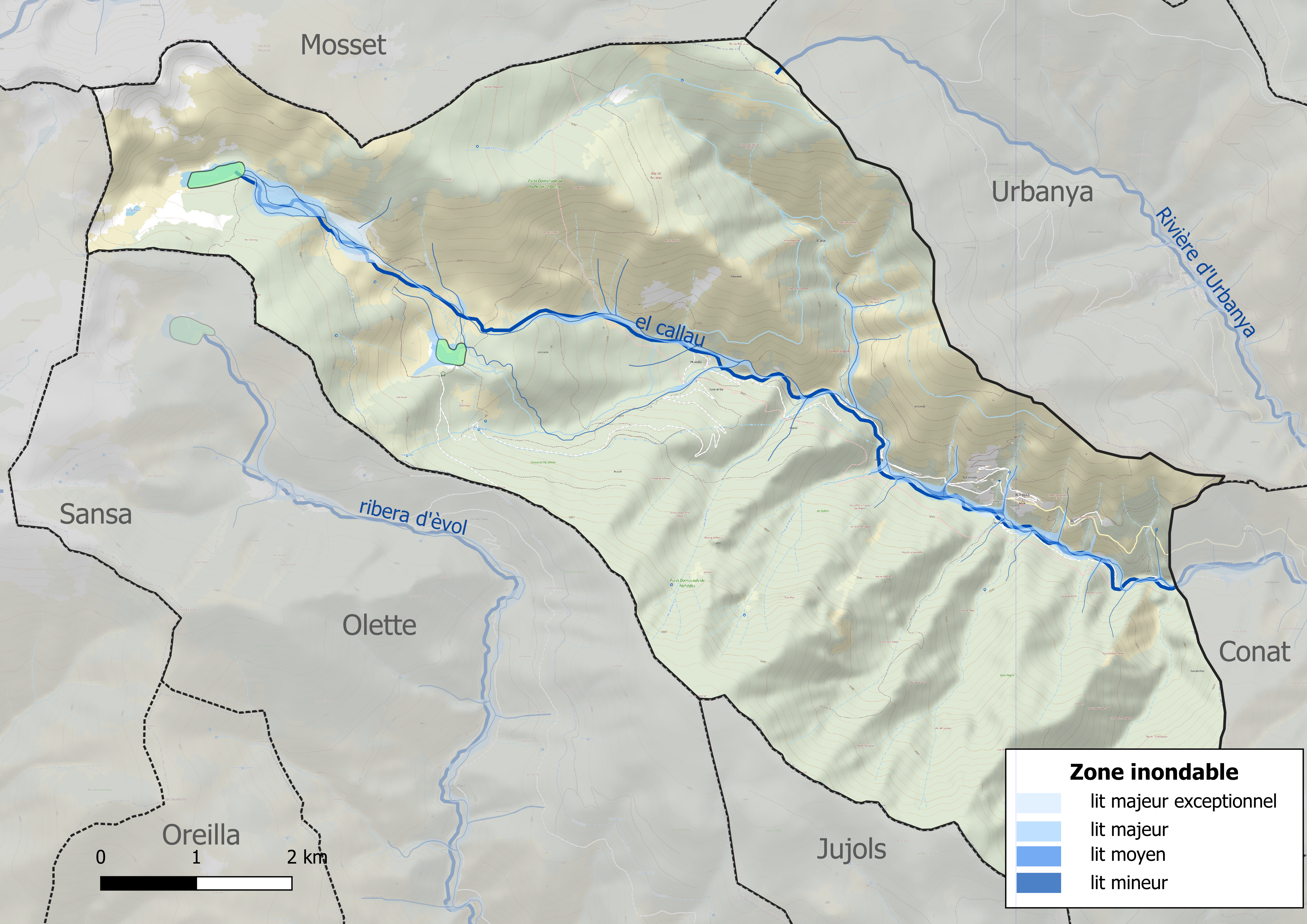
Carte des zones inondables.
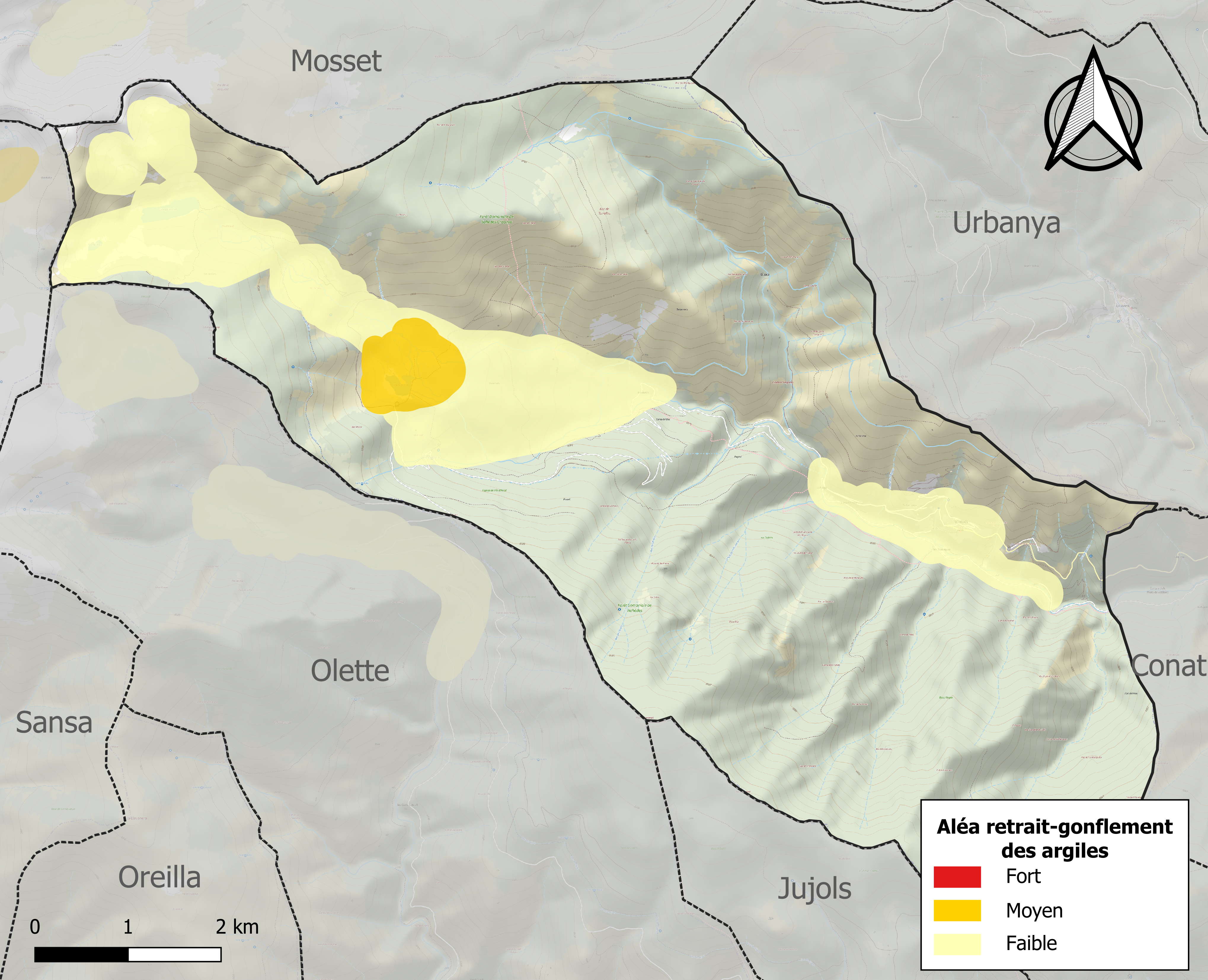
Carte des zones d'aléa retrait-gonflement des argiles.

#### Risque particulier
Dans plusieurs parties du territoire national, le radon, accumulé dans certains logements ou autres locaux, peut constituer une source significative d’exposition de la population aux rayonnements ionisants. Toutes les communes du département sont concernées par le risque radon à un niveau plus ou moins élevé. Selon la classification de 2018, la commune de Nohèdes est classée en zone 3, à savoir zone à potentiel radon significatif.

## Toponymie
En catalan, le nom de la commune est Noedes.

## Histoire
En septembre 1881, un fait divers met le village à la une de l'actualité. Le 25 septembre, le meunier dénonce l'abbé Joseph Auriol, jeune curé de 28 ans de la commune de Nohèdes, auprès du procureur de la République de Prades. Il accuse l'abbé d'avoir empoisonné les sœurs Marie et Rose Fonda pour empocher l'héritage et fuir avec sa maîtresse, l'institutrice communale Alexandrine Vernet. Arrêté le jour même pour outrage public à la pudeur, l'abbé Auriol est emprisonné. Pour échapper au déplacement à Nohèdes et à l'infamie d'être exposé aux regards de ses paroissiens, il passe aux aveux devant le juge puis se rétracte le 8 octobre. L'abbé Auriol est renvoyé devant la cour d'assises du département des Pyrénées-Orientales où il est jugé le 29 juillet 1882 pour le double meurtre de ses paroissiennes. Malgré l'absence de traces de poison dans le corps des victimes, le curé est reconnu coupable mais des circonstances atténuantes lui sont accordées. Il est condamné aux travaux forcés à perpétuité et envoyé au bagne de Nouvelle-Calédonie. Il meurt à Koé le 17 avril 1889, à l'âge de trente-cinq ans, comme le montre son dossier individuel de condamné au bagne, conservé par les archives nationales d'outre-mer.

## Politique et administration
À compter des élections départementales de 2015, la commune est incluse dans le nouveau canton des Pyrénées catalanes.

### Liste des maires

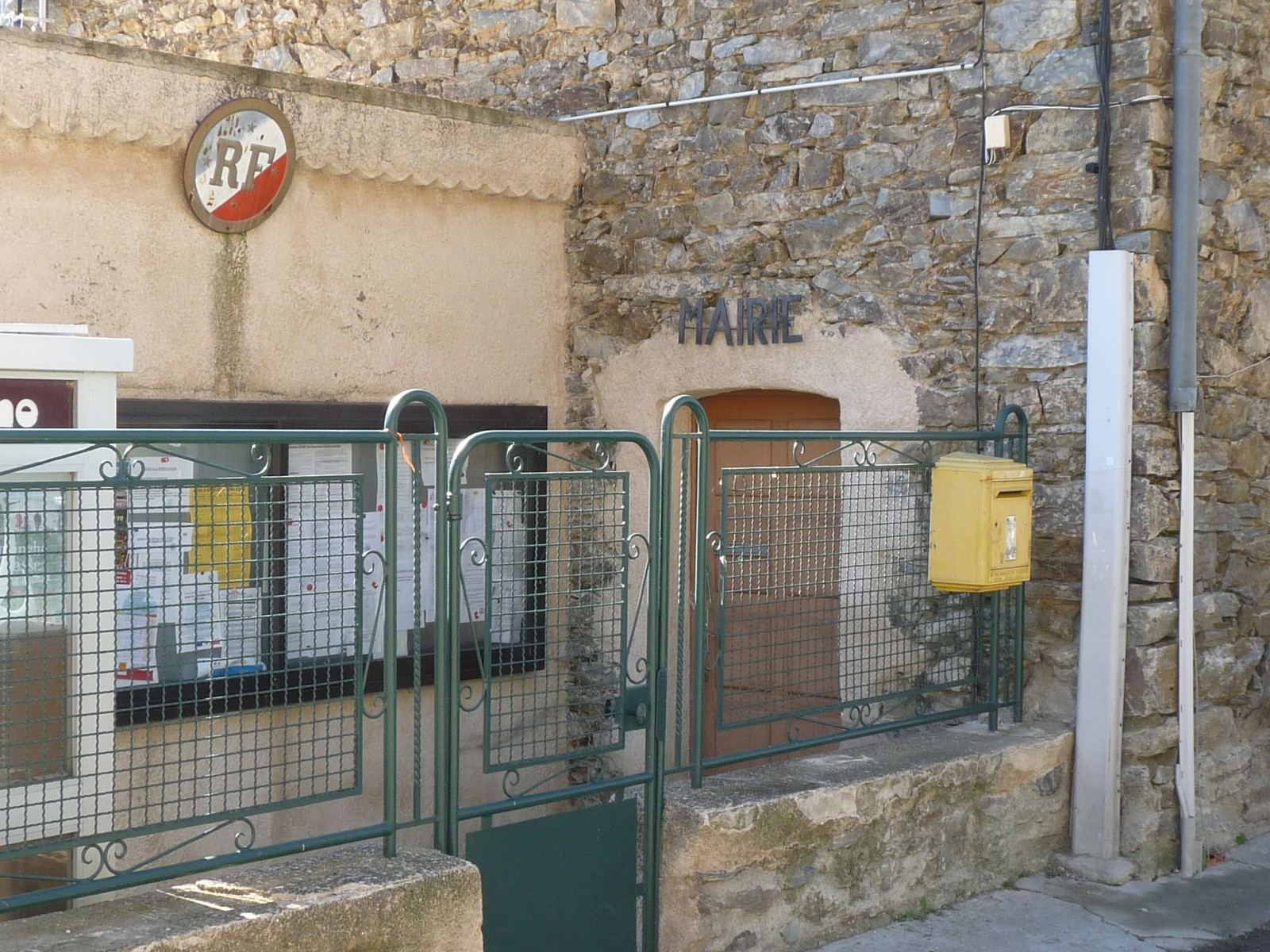
La mairie

| Période    | Période  | Identité        | Étiquette | Qualité |
| ---------- | -------- | --------------- | --------- | ------- |
|            |          |                 |           |         |
| avant 1981 | ?        | Roger Bringe    |           |         |
| 2001       | 2020     | Vincent Mignon, |           |         |
| 2020       | En cours | Thierry Begue   |           |         |

## Population et société

### Démographie ancienne
La population est exprimée en nombre de feux (f) ou d'habitants (H).
| 1378 | 1515 | 1709 | 1720 | 1767  | 1774 | 1789 |
| ---- | ---- | ---- | ---- | ----- | ---- | ---- |
| 4 f  | 5 f  | 54 f | 19 f | 301 H | 63 f | 59 f |

Note :
- 1515 : Pour Nohèdes et Arletes.

### Démographie contemporaine
L'évolution du nombre d'habitants est connue à travers les recensements de la population effectués dans la commune depuis 1793. Pour les communes de moins de 10 000 habitants, une enquête de recensement portant sur toute la population est réalisée tous les cinq ans, les populations de référence des années intermédiaires étant quant à elles estimées par interpolation ou extrapolation. Pour la commune, le premier recensement exhaustif entrant dans le cadre du nouveau dispositif a été réalisé en 2007.

En 2022, la commune comptait 60 habitants, en évolution de −6,25 % par rapport à 2016 (Pyrénées-Orientales : +3,92 %, France hors Mayotte : +2,11 %).
| 1793 | 1800 | 1806 | 1821 | 1831 | 1836 | 1841 | 1846 | 1851 |
| ---- | ---- | ---- | ---- | ---- | ---- | ---- | ---- | ---- |
| 295  | 319  | 326  | 414  | 359  | 348  | 323  | 343  | 326  |

| 1856 | 1861 | 1866 | 1872 | 1876 | 1881 | 1886 | 1891 | 1896 |
| ---- | ---- | ---- | ---- | ---- | ---- | ---- | ---- | ---- |
| 367  | 317  | 314  | 290  | 295  | 297  | 314  | 277  | 283  |

| 1901 | 1906 | 1911 | 1921 | 1926 | 1931 | 1936 | 1946 | 1954 |
| ---- | ---- | ---- | ---- | ---- | ---- | ---- | ---- | ---- |
| 241  | 227  | 201  | 144  | 112  | 115  | 66   | 49   | 33   |

| 1962 | 1968 | 1975 | 1982 | 1990 | 1999 | 2006 | 2007 | 2012 |
| ---- | ---- | ---- | ---- | ---- | ---- | ---- | ---- | ---- |
| 28   | 21   | 23   | 26   | 55   | 62   | 70   | 71   | 65   |

| 2017 | 2022 | - | - | - | - | - | - | - |
| ---- | ---- | - | - | - | - | - | - | - |
| 63   | 60   | - | - | - | - | - | - | - |

| selon la population municipale des années : | 1968 | 1975 | 1982 | 1990 | 1999 | 2006 | 2009 | 2013 |
| Rang de la commune dans le département      | 220  | 209  | 208  | 192  | 202  | 193  | 194  | 195  |
| Nombre de communes du département           | 232  | 217  | 220  | 225  | 226  | 226  | 226  | 226  |

### Manifestations culturelles et festivités
- Fêtes patronale et communale : 15 août et 11 novembre[51].

## Économie

### Emploi
|                | 2008   | 2013   | 2018   |
| -------------- | ------ | ------ | ------ |
| Commune        | 27 %   | 12,5 % | 17,5 % |
| Département    | 10,3 % | 12,9 % | 13,3 % |
| France entière | 8,3 %  | 10 %   | 10 %   |

En 2018, la population âgée de 15 à 64 ans s'élève à 39 personnes, parmi lesquelles on compte 82,5 % d'actifs (65 % ayant un emploi et 17,5 % de chômeurs) et 17,5 % d'inactifs,. Depuis 2008, le taux de chômage communal (au sens du recensement) des 15-64 ans est supérieur à celui de la France et du département.
La commune fait partie de la couronne de l'aire d'attraction de Prades, du fait qu'au moins 15 % des actifs travaillent dans le pôle,. Elle compte 23 emplois en 2018, contre 26 en 2013 et 15 en 2008. Le nombre d'actifs ayant un emploi résidant dans la commune est de 27, soit un indicateur de concentration d'emploi de 85,2 % et un taux d'activité parmi les 15 ans ou plus de 61,8 %.
Sur ces 27 actifs de 15 ans ou plus ayant un emploi, 22 travaillent dans la commune, soit 82 % des habitants. Pour se rendre au travail, 59,3 % des habitants utilisent un véhicule personnel ou de fonction à quatre roues, 3,7 % les transports en commun, 29,6 % s'y rendent en deux-roues, à vélo ou à pied et 7,4 % n'ont pas besoin de transport (travail au domicile).

### Activités hors agriculture
13 établissements sont implantés  à Nohèdes au 31 décembre 2019.
Le secteur des activités spécialisées, scientifiques et techniques et des activités de services administratifs et de soutien est prépondérant sur la commune puisqu'il représente 30,8 % du nombre total d'établissements de la commune (4 sur les 13 entreprises implantées  à Nohèdes), contre 13 % au niveau départemental.

### Agriculture
|               | 1988 | 2000 | 2010 | 2020 |
| ------------- | ---- | ---- | ---- | ---- |
| Exploitations | 4    | 3    | 6    | 4    |
| SAU (ha)      | 20   | 516  | 645  | 409  |

La commune est dans le Conflent, une petite région agricole occupant le centre-ouest du département des Pyrénées-Orientales. En 2020, l'orientation technico-économique de l'agriculture  sur la commune est l'élevage d'équidés et/ou d' autres herbivores. Quatre exploitations agricoles ayant leur siège dans la commune sont dénombrées lors du recensement agricole de 2020 (quatre en 1988). La superficie agricole utilisée est de 409 ha,,.

## Culture locale et patrimoine

### Monument et lieux touristiques

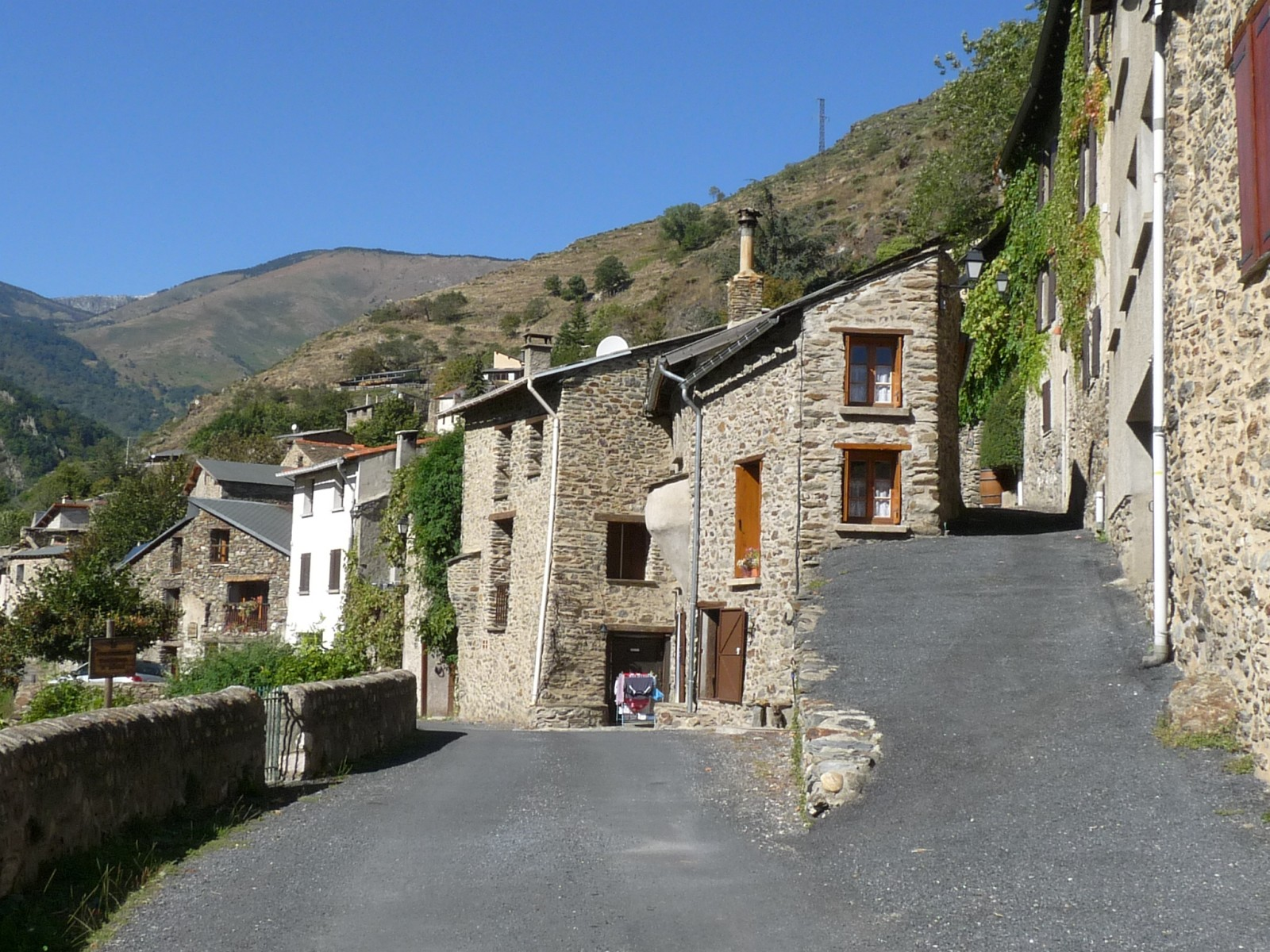
L'entrée du village

Nohèdes a la particularité de ne pas posséder de monument aux morts sur son territoire.
- L'église Saint-Martin
- Réserve naturelle nationale de Nohèdes

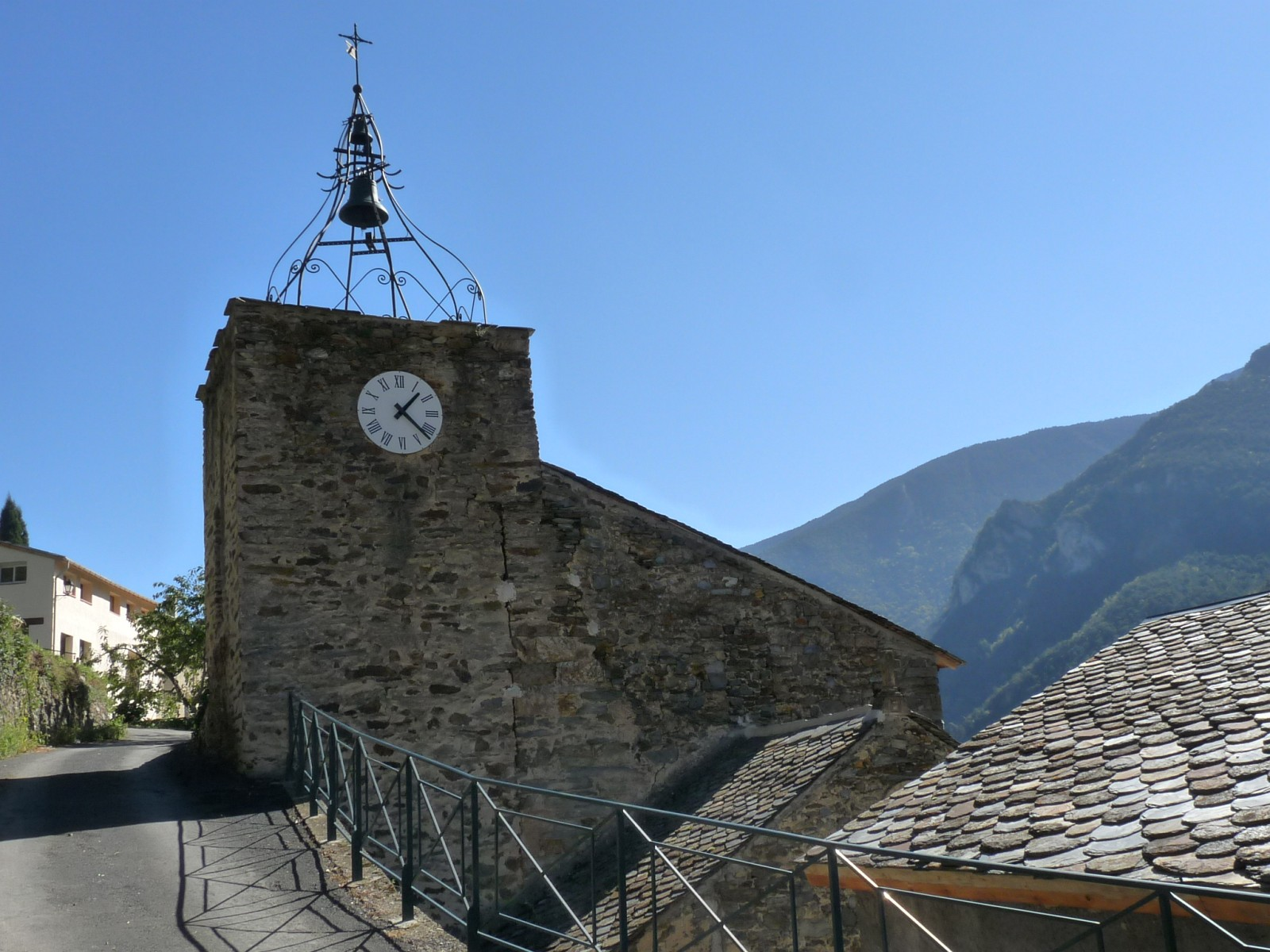
L'église Saint-Martin
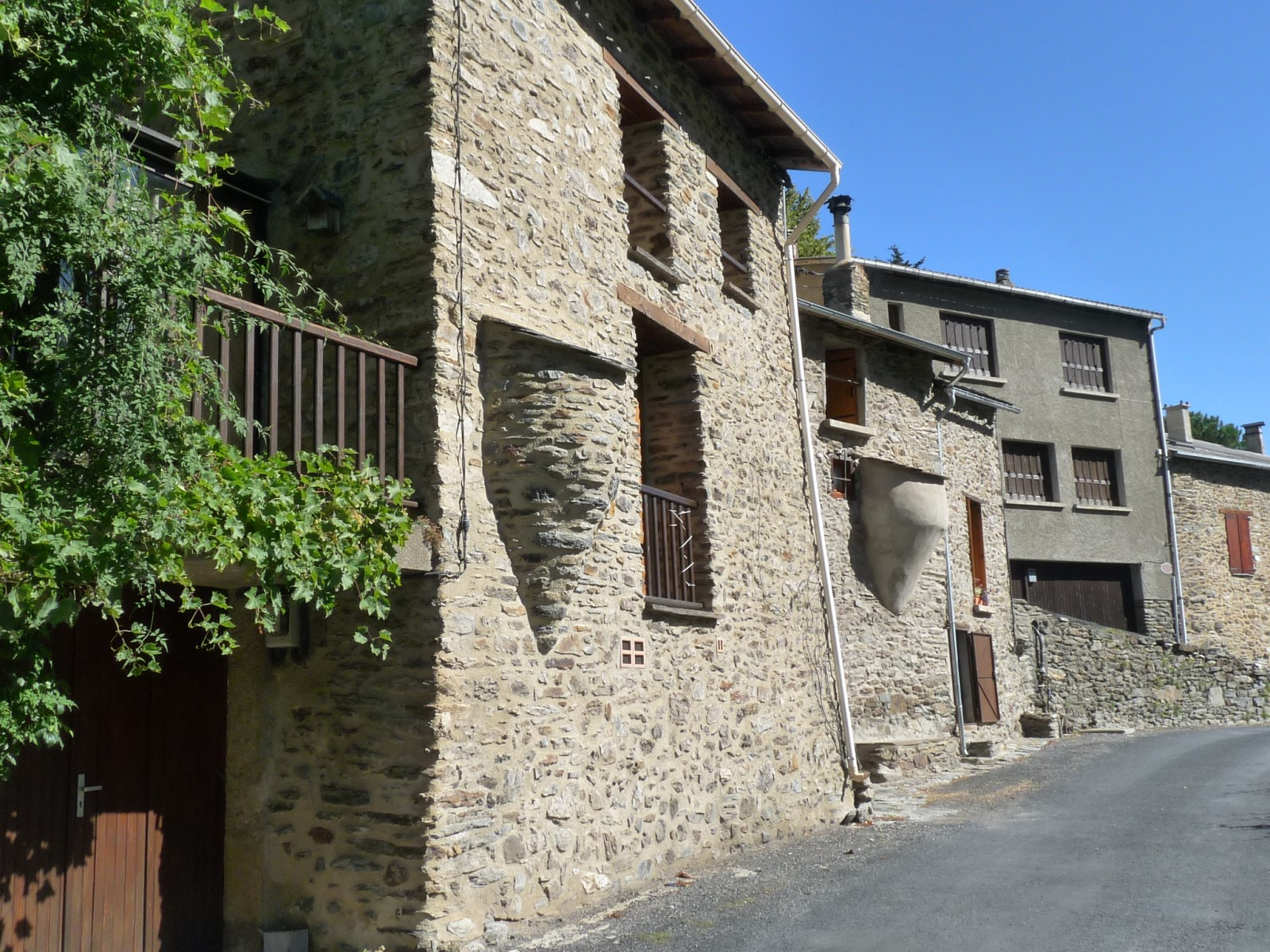
Maisons avec fours à pain
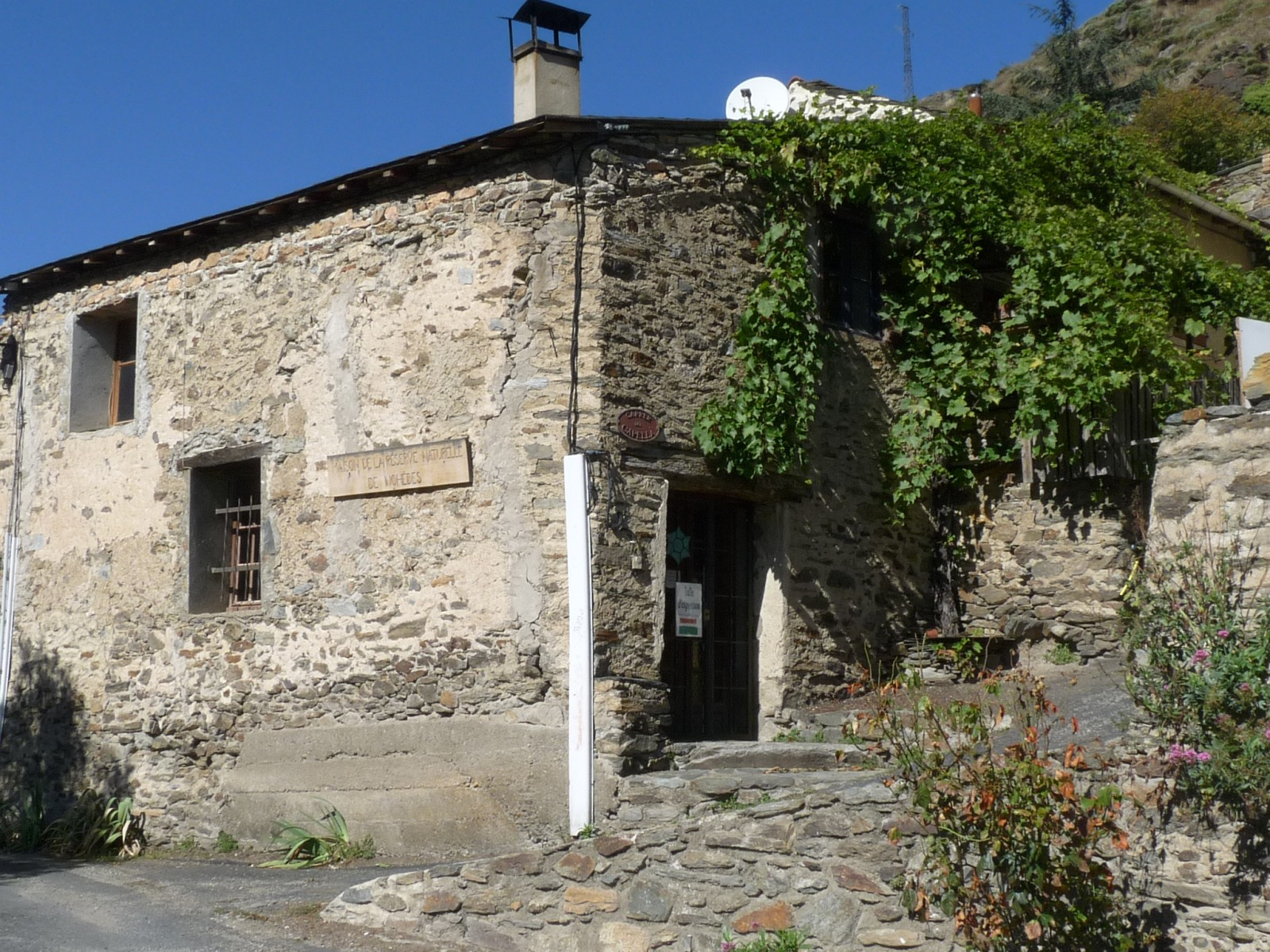
Maison de la Réserve naturelle

### Personnalités liées à la commune
Joseph Auriol (né en 1853), curé de Nohèdes, condamné aux travaux forcés pour le meurtre de deux habitantes du village.